# Henry Moule
Pour les articles homonymes, voir Moule.
Henry Moule, né le 27 janvier 1801 à Melksham, Wiltshire et mort le 3 février 1880 à Fordington, est un vicaire anglais de l'Église d'Angleterre et l'inventeur du « Dry Earth System » (un type de toilettes sèches).

## Biographie

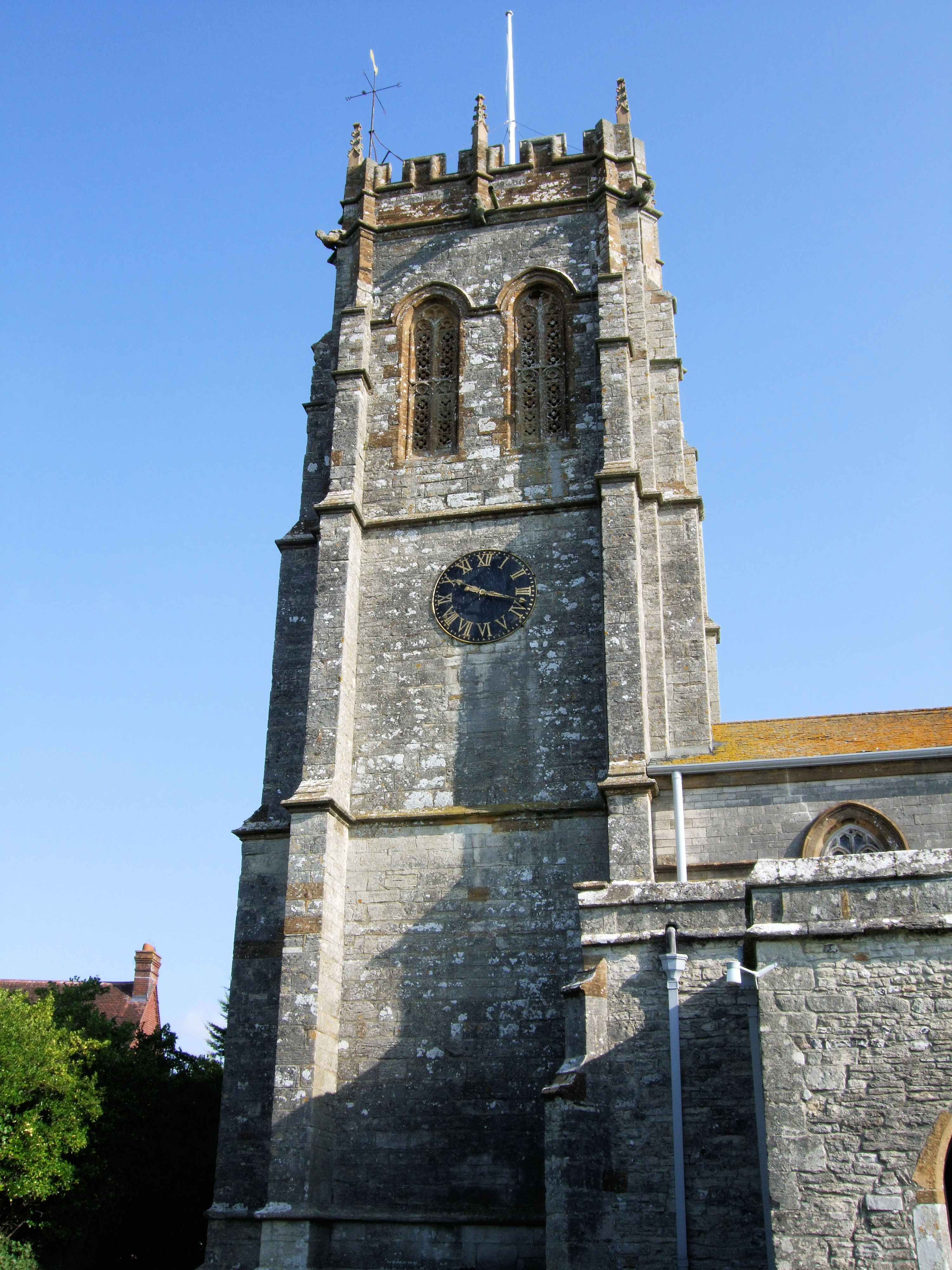
St. George's Church, Fordington, Dorchester.

Henry Moule est né le 27 janvier 1801 à Melksham, Wiltshire. Il épouse en 1824 à Melksham, Wiltshire Mary Mullett Evans et a 8 enfants :
| Henry Joseph Moule                     | 1825 - 1904 | Artiste aquarelliste et ami de Thomas Hardy                        |
| George Evans Moule                     | 1828 - 1912 | Missionnaire et Évêque de Mid China                                |
| Frederick John Moule                   | 1830 - 1900 | Vicaire de St Peters Church - Yaxley                               |
| Horatio Mosley Moule                   | 1832 - 1873 | ami de courte durée de Thomas Hardy                                |
| Charles Walter Moule                   | 1834 - 1921 | bibliothécaire et présidente de Corpus Christi College (Cambridge) |
| Arthur Evans Moule                     | 1836 - 1916 | Missionnaire & Archidiacre de Chinois médiéval                     |
| Christopher Cooper Moule               | 1838 - 1839 | mort subite du nourrisson                                          |
| Handley Moule\|Handley Carr Glyn Moule | 1841 - 1920 | théologien et Scholar et Évêque de Durham                          |

Henry Moule est mort le 3 février 1880 à Fordington (actuellement Dorchester).

## Travail

### Toilettes sèches utilisant de la terre

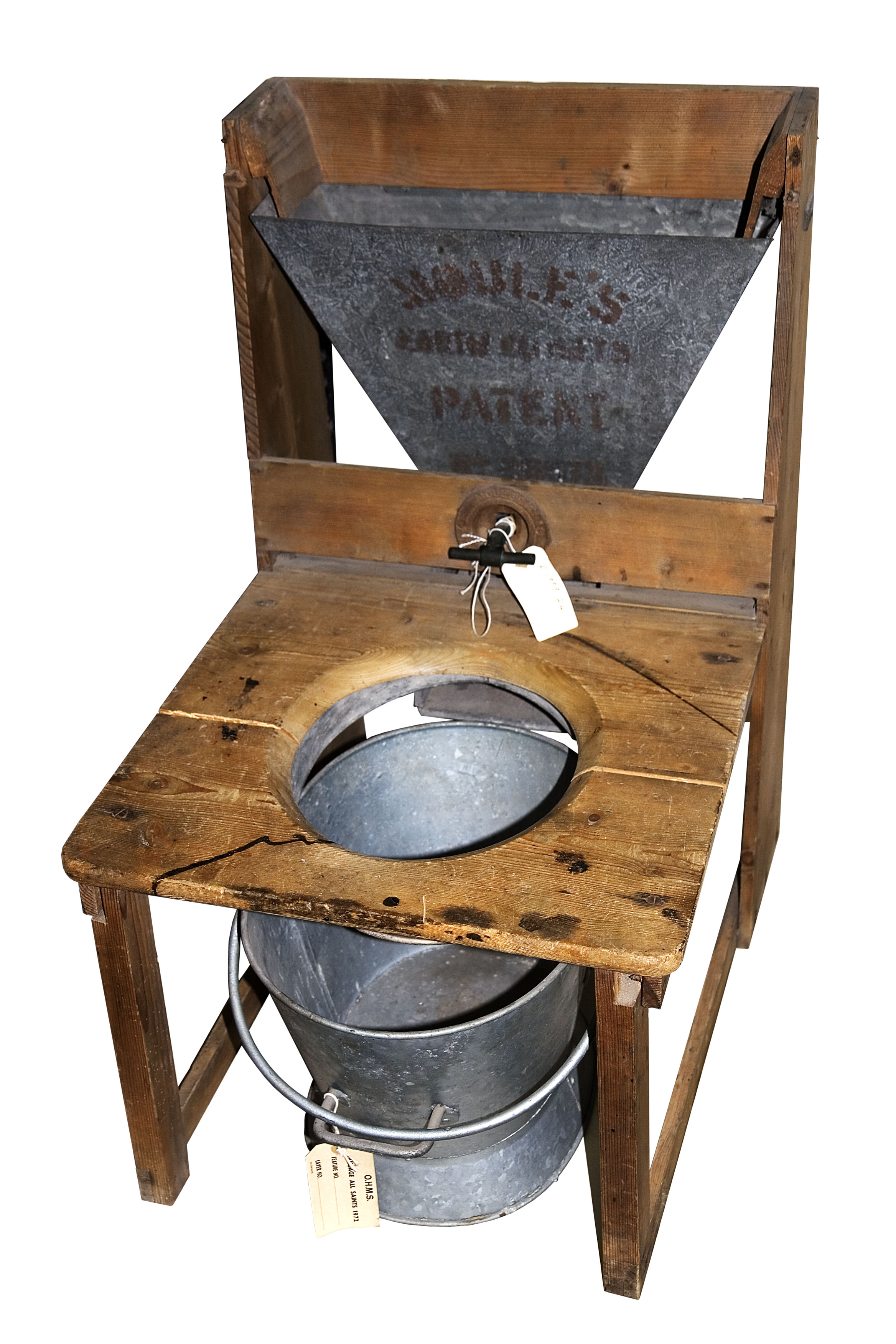
Toilettes sèches de Henry Moule, en 1875.

En 1788, Mirabeau écrit, à propos de l’entreprise des frères Périer consistant à distribuer aux logements parisiens de l’eau pompée dans la Seine, en aval d’un égout : « c’est verser son pot de chambre dans sa carafe ».
Au milieu du XIXe siècle, à Londres, plusieurs systèmes de toilettes sèches ont été mis au point et commercialisés, comme l’Earth-Closet de Henry Moule, breveté, fabriqué et vendu pendant plusieurs décennies. Un peu partout dans le monde, des peuples ont trouvé des solutions simples, non technologiques, parfaitement respectueuses de l’eau, et aussi efficaces pour la maîtrise du risque sanitaire que pour la valorisation du potentiel fertilisant : ainsi les antiques toilettes à séparation chinoises, maliennes, yéménites (ces dernières à chaque étage dans des immeubles de 4 ou 5 niveaux), la toilette à poussière népalaise, la toilette à litière si simple et si peu coûteuse.
Le catalogue d'Henry Moule propose entre autres des toilettes qui déversent de façon automatique une quantité de terre définie, une toilette chauffant pour supprimer les odeurs, des systèmes ventilés et d'autres modèles plus basiques pour les collectivités.
Si l'odeur est particulièrement insupportable pendant cet été 1858 (Grande Puanteur), elle est aussi considérée comme pestilentielle et potentiellement mortelle, car porteuse du choléra. John Snow avait ainsi mis en évidence en 1854 que l'eau était responsable de la contamination.
Henry Moule est aussi un publisciste efficace et utilise des brochures pour promouvoir les avantages de l'assainissement basé sur la terre et la folie d'un assainissement lié à l'eau. En 1860, un certain nombre d'écoles passent des toilettes à eau aux toilettes à terre car elles les considèrent plus sûres et moins chères d'entretien. En 1868, 148 modèles de ces toilettes sont utilisés dans un camp militaire à Wimbledon. D'ailleurs, 40 d'entre elles sont utilisées par 2 000 hommes sans problèmes d'odeur. 
Dans les années 1870, des modèles sont développés avec une cuvette de séchage supplémentaire, d'autres comportaient des tuyaux de ventilation et des abattants se fermant d'eux-mêmes.

### Ouvrages (sélection)
- 1845 Barrack Sermons (Sermons de caserne)
- 1861 National health and wealth, instead of the disease, nuisance, expense, and waste, caused by cess-pools and water-drainage (Santé et richesse de la nation, au lieu de la maladie, des inconvénients, de la dépense et du gaspillage, causés par les fosses d'aisance et les égouts)
- 1870 The Science of Manure as the Food of Plants (La Science du fumier, en tant que nourriture des plantes)